# 群馬県道30号寺尾藤岡線
群馬県道30号寺尾藤岡線（ぐんまけんどう30ごう てらおふじおかせん）は、群馬県高崎市寺尾町から藤岡市藤岡を結ぶ県道（主要地方道）である。

## 路線データ
- 起点：高崎市寺尾町1256番（群馬県道71号高崎神流秩父線交点）[注釈 1]
- 終点：藤岡市藤岡313番[1]（群馬県道175号上日野藤岡線交点〈古桜町交差点〉）

## 歴史
- 1959年（昭和34年）9月18日：群馬県より現・道路法に基づき、一般県道寺尾藤岡線（高崎市寺尾 - 藤岡市、整理番号207）が路線認定される[2]。
  - 同日、前身路線にあたる県道高崎藤岡線（高崎市 - 藤岡市、整理番号192）が路線廃止される[3]。
- 1993年（平成5年）5月11日：建設省から、県道寺尾藤岡線が寺尾藤岡線として主要地方道に指定される[4]。
- 1994年（平成6年）4月1日：主要地方道指定により、群馬県より県道路線認定に関する告示（昭和34年群馬県告示第324号）の一部が改正され、寺尾藤岡線（整理番号75）となる[5]。
- 2020年（令和2年）10月25日：バイパスの一部区間（新鏑川橋を含む約1.5 km）が開通[6]。
- 2025年（令和7年）3月27日：バイパスの一部区間（高崎市根小屋町 - 山名町、1.2 km）が開通[7]。

## 路線状況

### 重複区間
- 群馬県道173号金井倉賀野停車場線（高崎市山名町・山名町交差点 - 藤岡市上落合）
- 群馬県道174号下栗須馬庭停車場線（藤岡市上落合 - 藤岡市篠塚・篠塚交差点）

### 道路施設
- 鏑川橋（鏑川、高崎市山名町 - 藤岡市上落合）
- 新鏑川橋（鏑川、高崎市木部町 - 藤岡市篠塚）[6]
- 鮎川橋（鮎川、藤岡市上落合 - 同市本動堂）

## 地理

### 通過する自治体
- 高崎市
- 藤岡市

### 交差する道路
- 群馬県道71号高崎神流秩父線（高崎市寺尾町、起点）
- 群馬県道173号金井倉賀野停車場線（高崎市山名町・山名町交差点）
- 群馬県道200号後賀山名停車場線（高崎市山名町・山名町南交差点）
- 群馬県道173号金井倉賀野停車場線、群馬県道174号下栗須馬庭停車場線（藤岡市上落合）
- 群馬県道174号下栗須馬庭停車場線（藤岡市篠塚・篠塚交差点）
- 群馬県道13号前橋長瀞線（藤岡市篠塚・藤岡北高校東交差点）
- 群馬県道175号上日野藤岡線（藤岡市藤岡・古桜町交差点、終点）

### 沿線
- 高崎市立南八幡中学校（高崎市山名町）
- 上信電鉄 山名駅（高崎市山名町）
- 高崎山名郵便局（高崎市山名町）
- 篠塚病院（藤岡市篠塚）
- 群馬県立藤岡北高等学校（藤岡市篠塚）
- 藤岡市立藤岡第二小学校（藤岡市藤岡）